# کوراپت
کوراپت (به انگلیسی: Kurupt) (زاده ۲۳ نوامبر ۱۹۷۲) رپر و بازیگر آمریکایی و عضو گروه tha dogg pound میباشد.
از فیلم‌های معروف او می‌توان به بازی در فیلم آدمکش‌های هالیوود، آبی تیره و آبی تیره اشاره کرد.